# Pyrausta determinata
Pyrausta determinata is een vlinder van de familie van de grasmotten (Crambidae). De wetenschappelijke naam van deze soort is voor het eerst voorgesteld als Herbula determinata door Francis Walker in een publicatie uit 1870.
De soort komt voor in Soedan.